# 青檸色之戰奇譚
《青檸色之戰奇譚》是日本遊戲軟體公司élf於2002年12月13日發售的科幻成人遊戲，2004年12月24日發售續作《萊姆色流奇譚X CROSS》（らいむいろ流奇譚X CROSS 〜恋、教ヘテクダサイ。〜）。本遊戲的故事由另一人氣遊戲《櫻花大戰》的製作人赤堀悟創作，時代背景更由大正年代前移至明治年代。後來移植到PS2，也改編成動畫、漫畫、小說。

## 故事
這遊戲的故事以日本和俄羅斯在遼東半島及附近海域爆發的一場戰爭為背景。時為日俄戰爭時的乙未年（1905年），當時在日本戰艦上有一所女子學校，這所學校的學生都是因為徵兵制而被徵召入伍的少女。她們在學校裡除了要上課以外，每人還懷有各種特殊技能。她們的技能以顏色分類，而不同顏色之間的配搭可以讓她們發揮出不同的效果，從而更有效的打擊敵人。作為艦長的你，除了要為她們安排每天的上課時間表之外，當需要她們作戰之時，更要好好的發揮出她們的才能。

## 電視動畫

### 主題歌
- OP

作詞：Lime　作曲/編曲：佐藤和豐　歌：禮武隊（清水愛、音宮翼、笹島かほる、青木沙耶香、相本結香）
- ED

作詞：小室みつ子　作曲：中村翼　編曲：佐佐木聰作　歌：at Gallery

### 各話列表
| 話数 | 標題 | 劇本            | 演出       | 分鏡              | 作畫監督   |
| ---- | ---- | --------------- | ---------- | ----------------- | ---------- |
| 1    |      | 赤堀悟          | 平池芳正   | 鈴木行            | 渡邊真由美 |
| 2    |      | 吉岡孝夫        | 高島大輔   | 鈴木行 井上草二   | 鎌田祐輔   |
| 3    |      | 赤堀悟          | 大西景介   | 鈴木行 平池芳正   | 金相燁     |
| 4    |      | 吉岡孝夫        | 高島大輔   | 井硲清高          | 伊藤秀樹   |
| 5    |      | 赤堀悟 子安秀明 | 鎌田祐輔   | 西村純二          | 鎌田祐輔   |
| 6    |      | 赤堀悟          | 山内東生雄 | 鈴木行            | 渡邊真由美 |
| 7    |      | 吉岡孝夫        | 大西景介   | 西村純二 井硲清高 | 守川均     |
| 8    | !    | 赤堀悟 子安秀明 | 高島大輔   | 西村純二          | 平林孝     |
| 9    |      | 子安秀明        | 鎌田祐輔   | 鈴木行            | 鎌田祐輔   |
| 10   |      | 吉岡孝夫        | 古川順康   | 古川順康          | 渡邊真由美 |
| 11   |      | 赤堀悟          | 山内東生雄 | 井硲清高          | 渡邊真由美 |
| 12   |      | 吉岡孝夫        | 鎌田祐輔   | 森邦宏 西村純二   | 鎌田祐輔   |
| 13   |      | 赤堀悟          | 高島大輔   | 鈴木行            | 渡邊真由美 |

### 電視台
日本深夜動畫：下文記載的日本国内播放時間使用日本標準時間（UTC+9）表示。因為部分時間标识會採用30小时制，因此請留意这类超过24:00的时间，其實際播放時間為翌日清晨。
| 播放地區       | 電視台         | 播放日期                  | 播放時間            | 播放區分       |
| -------------- | -------------- | ------------------------- | ------------------- | -------------- |
| 千葉縣         | 千葉電視臺     | 2003年1月3日－3月28日     | 星期五 24:30－25:00 | 独立UHF局      |
| 神奈川縣       | 神奈川電視臺   | 2003年1月4日－3月29日     | 星期六 25:15－25:45 | 独立UHF局      |
| 埼玉縣         | 埼玉電視臺     | 2003年1月5日－3月30日     | 星期日 24:50－25:20 | 独立UHF局      |
| 兵庫縣         | SUN電視臺      | 2003年1月6日－3月31日     | 星期一 18:00－18:30 | 独立UHF局      |
| 京都府         | KBS京都        | 2003年1月6日－3月31日     | 星期一 25:20－25:50 | 独立UHF局      |
| 青森縣         | 青森放送       | 2003年1月6日－3月31日     | 星期一 25:20－25:50 | 日本テレビ系列 |
| 愛知縣         | 愛知電視臺     | 2003年1月7日－4月1日      | 星期二 25:25－25:55 | テレビ東京系列 |
| 廣島縣         | 廣島HOME電視臺 | 2003年1月7日－4月1日      | 二 25:46－26:16     | テレビ朝日系列 |
| 北海道         | 北海道電視臺   | 2003年1月8日－4月2日      | 星期三 25:25－25:55 | テレビ東京系列 |
| 岡山縣、香川縣 | 瀨戶內電視臺   | 2003年1月8日－4月2日      | 星期三 25:50－26:20 | テレビ東京系列 |
| 福岡縣         | TVQ九州放送    | 2003年1月8日－4月2日      | 星期三 26:15－26:45 | テレビ東京系列 |
| 和歌山縣       | 和歌山電視臺   | 2003年1月9日－4月3日      | 星期四 24:10－24:40 | 独立UHF局      |
| 奈良縣         | 奈良電視臺     | 2003年1月9日－4月3日      | 星期四 24:50－25:20 | 独立UHF局      |
| 日本全國       | Niconico頻道   | 2011年－7月29日－10月21日 | 星期五 21:00        | 網路播放       |

### 工作人員
- 監督：鈴木行
- 系列構成：赤堀悟
- 角色原案：本田直樹
- 角色設計：渡邊真由美
- 美術監督：河野次郎
- 色彩設定：安藤由香里
- 撮影監督：佐藤太郎
- 編集：坂本雅紀
- 音響監督：たなかかずや
- 音響製作人：飯塚康一、平田哲
- 音樂：大森俊之
- 製作人：大宮三郎
- 動畫製作人：光延青兒
- 動畫製作：雲雀工作室
- 製作：Softgarage

## OVA

### 主題歌
- OP

作詞：Lime　作曲/編曲：佐藤和豐　歌：禮武隊（清水愛、音宮翼、笹島かほる、青木沙耶香、相本結香）
- ED

作詞：阿久悠　作曲：井上忠夫　編曲：中村康就　歌：禮武隊（清水愛、音宮翼、笹島かほる、青木沙耶香、相本結香）
- 插曲

作詞：SACHI　作曲：TETSURO　編曲：藤井ノブヤ　歌：真田木綿（清水愛）
- 插曲

作詞：青朧亞衣加　作曲/編曲：中村翼　歌：加藤麻（笹島かほる）
- 插曲

作詞：SACHI　作曲：TETSURO　編曲：藤井ノブヤ　歌：本田更紗（音宮翼）
- 插曲

作詞：SACHI　作曲：TETSURO　編曲：藤井ノブヤ　歌：福島絹（青木沙耶香）
- 插曲

作詞・作曲：田中花乃　編曲：藤井ノブヤ　歌：黑田倫子（相本結香）

### 發售日
| 話數 | 標題 | 發售日        |
| ---- | ---- | ------------- |
| 前篇 |      | 2004年4月23日 |
| 後篇 |      | 2004年6月25日 |

### 工作人員
- 監督/分鏡/演出：鈴木行
- 劇本：赤堀悟、子安秀明
- 系列構成：赤堀悟
- 角色原案：本田直樹
- 角色設計：渡邊真由美
- 作畫監督：渡邊真由美、鎌田祐輔、竹上貴弘
- 美術監督：河野次郎
- 色彩設定：津野步
- 撮影監督：佐藤太郎
- 編集：坂本雅紀
- 音響監督： 田中一也、松本ゆきを
- 音響製作人：飯塚康一、平田哲
- 音樂：大森俊之
- 製作人：川上泰弘、里見哲朗
- 動畫製作人：光延青兒
- 動畫製作：雲雀工作室
- 製作：Softgarage

## 爭議
由於遊戲過份美化日本在戰爭中的角色，曾經引起中國大陸的玩家反感。在遊戲的開首有這樣的一段對白：「為了阻止俄國勢力繼續南侵，明治37年（1904年），大日本帝國正式向俄羅斯宣戰。」

## 外部連結
- 官方網站（日語）